# Spoorlijn Bad Friedrichshall-Jagstfeld – Ohrnberg
De spoorlijn Bad Friedrichshall-Jagstfeld – Ohrnberg, ook wel Untere Kochertalbahn genoemd, was een Duitse privéspoorlijn van het Württembergische Eisenbahn-Gesellschaft (WEG) in het noorden van Württemberg. De lijn liep als aftakking van Bad Friedrichshall-Jagstfeld naar Ohrnberg en volgende de benedenloop van de Kocher.
Met een lengte van 22,6 km was het de langste route van de WEG. De lijn werd in twee fases geopend. Op 15 September 1907 bereikte de spoorlijn Neuenstadt am Kocher. Op 1 augustus 1913 werd de lijn naar Ohrnberg verlengd. Na het stopzetten van de dienstregeling op 27 december 1993, mislukte een aanvankelijk geplande integratie in het tramnetwerk van Heilbronn. De route is momenteel in gebruik als fietspad.